# Agaton (biskup Maghaghi)
Agaton (ur. 5 lutego 1959) – duchowny Koptyjskiego Kościoła Ortodoksyjnego, od 2001 biskup Maghaghi.

## Życiorys
22 kwietnia 1989 złożył śluby zakonne w monasterze św. Paisjusza. Święcenia kapłańskie przyjął 12 lutego 1992. Sakrę biskupią otrzymał 9 września 2001.